# Jens-Christian Legarth
Jens-Christian Legarth (ur. 27 września 1940 w Aarhus, zm. 30 lipca 1967 w Pederstrup) – duński kierowca wyścigowy.

## Kariera
W 1962 został wicemistrzem Duńskiej Formuły Junior, ścigając się Lotusem 22-Ford. Rok później był już mistrzem tej serii. W sezonie 1964 zajął szóste miejsce w klasyfikacji Duńskiej Formuły 3, zaś w 1965 był drugi w klasyfikacji ogólnej W Danii wygrał takie wyścigi, jak Danmarksmesterskabene 1963, Top Race 1963 czy Åbningslöbet 1965
Ścigał się również poza granicami Danii: w Austrii, we Francji, w NRD, RFN, Szwecji, na Węgrzech i we Włoszech.
Był właścicielem zespołu wyścigowego Jens-Christian Legarth Racing Division, w barwach którego ścigał się on sam oraz Peter Meyer.
Zmarł w 1967 roku na torze Ring Djursland.

## Wyniki
| Legenda oznaczeń w tabelach wyników Wyświetl szablon na nowej stronie | Legenda oznaczeń w tabelach wyników Wyświetl szablon na nowej stronie                                                                     |
| Oznaczenie                                                            | Wyjaśnienie |
| --------------------------------------------------------------------- | --- |
| Złoty                                                                 | Zwycięzca lub mistrzostwo |
| Srebrny                                                               | 2. miejsce lub wicemistrzostwo |
| Brązowy                                                               | 3. miejsce lub II wicemistrzostwo |
| Zielony                                                               | Ukończył, punktował (w klasyfikacji generalnej, gdy zdobył co najmniej jeden punkt na przestrzeni sezonu, poza trzema powyższymi opcjami) |
| Niebieski                                                             | Ukończył, nie punktował (w klasyfikacji generalnej, gdy nie zdobył co najmniej jednego punktu na przestrzeni sezonu)                      |
| Czerwony                                                              | Nie zakwalifikował się (NZ) |
| Czerwony                                                              | Nie prekwalifikował się (NPK) |
| Różowy                                                                | Nie ukończył (NU) |
| Różowy                                                                | Niesklasyfikowany (NS) (w klasyfikacji generalnej, gdy nie został sklasyfikowany w żadnym wyścigu sezonu)                                 |
| Czarny                                                                | Zdyskwalifikowany (DK) |
| Czarny                                                                | Wykluczony (WYK/EX) |
| Biały                                                                 | Nie wystartował (NW) |
| Biały                                                                 | Kontuzjowany (K/INJ) |
| Biały                                                                 | Wyścig odwołany (OD/C) |
| Bez koloru                                                            | Został wycofany (WYC/WD) |
| Bez koloru                                                            | Nie przybył (NP/DNA) |
| Bez koloru                                                            | Nie brał udziału w treningach (NT/DNP) |
| Bez koloru                                                            | Nie został zgłoszony (–) |
| Pogrubienie                                                           | Start z pole position |
| Kursywa                                                               | Najszybsze okrążenie wyścigu |
| †                                                                     | Nie ukończył, ale jego rezultat został zaliczony ze względu na przejechanie więcej niż 90% dystansu wyścigu.                              |
| *                                                                     | Sezon w trakcie |
| 1/2/3                                                                 | Punktowana pozycja w sprincie kwalifikacyjnym                                                                                             |
| Lista systemów punktacji Formuły 1                                    | |

### Szwedzka Formuła Junior
| Rok  | Zespół                 | Samochód | Silnik | Wyniki w poszczególnych eliminacjach | Wyniki w poszczególnych eliminacjach | Wyniki w poszczególnych eliminacjach | Wyniki w poszczególnych eliminacjach | Wyniki w poszczególnych eliminacjach | Pkt. | Msc. |
| ---- | ---------------------- | -------- | ------ | ------------------------------------ | ------------------------------------ | ------------------------------------ | ------------------------------------ | ------------------------------------ | ---- | ---- |
| 1962 |                        |          |        | Szwecja                              | Szwecja                              | Szwecja                              | Szwecja                              | Szwecja                              | 0    | NS   |
| 1962 | Jens-Christian Legarth | Lotus 22 | Ford   | -                                    | -                                    | 3                                    | NU                                   | -                                    | 0    | NS   |
| 1963 |                        |          |        | Szwecja                              | Szwecja                              | Szwecja                              | Szwecja                              | Szwecja                              | 0    | NS   |
| 1963 | Jens-Christian Legarth | Lotus 22 | Ford   | -                                    | -                                    | -                                    | -                                    | 3                                    | 0    | NS   |

### Wschodnioniemiecka Formuła 3
| Rok  | Zespół                 | Samochód     | Silnik | Wyniki w poszczególnych eliminacjach | Wyniki w poszczególnych eliminacjach | Wyniki w poszczególnych eliminacjach | Wyniki w poszczególnych eliminacjach | Wyniki w poszczególnych eliminacjach | Wyniki w poszczególnych eliminacjach | Pkt. | Msc. |
| ---- | ---------------------- | ------------ | ------ | ------------------------------------ | ------------------------------------ | ------------------------------------ | ------------------------------------ | ------------------------------------ | ------------------------------------ | ---- | ---- |
| 1964 |                        |              |        |                                      |                                      |                                      |                                      |                                      |                                      | 0    | NS   |
| 1964 | Jens-Christian Legarth | Lotus 22     | Ford   | -                                    | 7                                    | NU                                   | -                                    | -                                    | -                                    | 0    | NS   |
| 1965 |                        |              |        |                                      |                                      |                                      |                                      |                                      |                                      | 0    | NS   |
| 1965 | Team Autonic           | Brabham BT15 | Ford   | NU                                   | -                                    | -                                    | -                                    | -                                    | -                                    | 0    | NS   |